# Olympische Winterspiele 2022/Teilnehmer (Thailand)
| Gelbes Symbol für Goldmedaillen mit stilisierten Olympischen Ringen | Graues Symbol für Silbermedaillen mit stilisierten Olympischen Ringen | Braundes Symbol für Bronzemedaillen mit stilisierten Olympischen Ringen |
| ------------------------------------------------------------------- | --------------------------------------------------------------------- | ----------------------------------------------------------------------- |
| —                                                                   | —                                                                     | —                                                                       |

Thailand nahm an den Olympischen Winterspielen 2022 in Peking mit vier Athleten, davon zwei Männer und zwei Frauen, in zwei Sportarten teil. Es war die fünfte Teilnahme des Landes an Olympischen Winterspielen.

## Teilnehmer nach Sportarten

### Ski Alpin
| Athleten        | Wettbewerbe  | 1. Lauf     | 1. Lauf | 2. Lauf       | 2. Lauf       | Gesamt        | Gesamt        |
| Athleten        | Wettbewerbe  | Zeit        | Rang    | Zeit          | Rang          | Zeit          | Rang          |
| --------------- | ------------ | ----------- | ------- | ------------- | ------------- | ------------- | ------------- |
| Frauen          |              |             |         |               |               |               |               |
| Mida Fah Jaiman | Slalom       | DNF         | DNF     | ausgeschieden | ausgeschieden | ausgeschieden | ausgeschieden |
| Mida Fah Jaiman | Riesenslalom | DNF         | DNF     | ausgeschieden | ausgeschieden | ausgeschieden | ausgeschieden |
| Männer          |              |             |         |               |               |               |               |
| Nicola Zanon    | Slalom       | 1:05,71 min | 45      | 1:02,24 min   | 40            | 2:07,95 min   | 40            |
| Nicola Zanon    | Riesenslalom | 1:17,53 min | 44      | 1:20,83 min   | 37            | 2:38,3 min    | 38            |

### Skilanglauf
| Athleten        | Wettbewerbe       | Zeit        | Rang |
| --------------- | ----------------- | ----------- | ---- |
| Frauen          |                   |             |      |
| Karen Chanloung | 10 km Klassisch   | 33:14,0 min | 63   |
| Männer          |                   |             |      |
| Mark Chanloung  | 15 km Klassisch   | 44:27,0 min | 73   |
| Mark Chanloung  | 30 km Skiathlon   | LAP         | 61   |
| Mark Chanloung  | 50 km Freier Stil | 1:20:11,5 h | 49   |

| Athleten        | Wettbewerbe | Qualifikation | Qualifikation | Viertelfinale | Viertelfinale | Halbfinale    | Halbfinale    | Finale        | Finale        | Rang |
| Athleten        | Wettbewerbe | Zeit          | Rang          | Zeit          | Rang          | Zeit          | Rang          | Zeit          | Rang          | Rang |
| --------------- | ----------- | ------------- | ------------- | ------------- | ------------- | ------------- | ------------- | ------------- | ------------- | ---- |
| Frauen          |             |               |               |               |               |               |               |               |               |      |
| Karen Chanloung | Sprint      | 3:36,00 min   | 61            | ausgeschieden | ausgeschieden | ausgeschieden | ausgeschieden | ausgeschieden | ausgeschieden | 61   |
| Männer          |             |               |               |               |               |               |               |               |               |      |
| Mark Chanloung  | Sprint      | 3:02,12 min   | 52            | ausgeschieden | ausgeschieden | ausgeschieden | ausgeschieden | ausgeschieden | ausgeschieden | 52   |